# فيليكس إردمان
فيليكس إردمان (بالألمانية: Felix Erdmann)‏ هو موجه قوارب ‏ ألماني، ولد في 4 أبريل 1978 في مولهايم أن در رور في ألمانيا.

## وصلات خارجية
- فيليكس إردمان على موقع الاتحاد الدولي للتجديف (الإنجليزية)